# Navires dans le port, le soir
Navires dans le port, le soir (autre traduction rencontrée : Après le coucher du soleil, en allemand : Schiffe im Hafen am Abend) est un tableau du peintre allemand Caspar David Friedrich, réalisé vers 1828. Il fait partie de la collection de la Galerie Neue Meister à Dresde en Allemagne.

## Description
Le tableau représente un port et des bateaux qui s'en approchent. Il s'agit probablement de bateaux de pêcheurs car on peut voir des nasses derrière. Des nuages noirs se reflètent sur l'eau sombre qui réfléchit les derniers rayons du soleil vespéral. Sur les bateaux qui s'approchent, on aperçoit quelques personnes. Le tableau est partagé en deux parties : en bas la terre et la mer jusqu'à la ligne d'horizon et en haut le ciel avec le soleil et les nuages.

## Réception critique
Le thème du port comme départ et retour de voyages en mer apparaît à de multiples reprises dans les tableaux de Caspar David Friedrich ; le port serait havre de recueillement et de paix, début et fin de la vie dans ce monde.

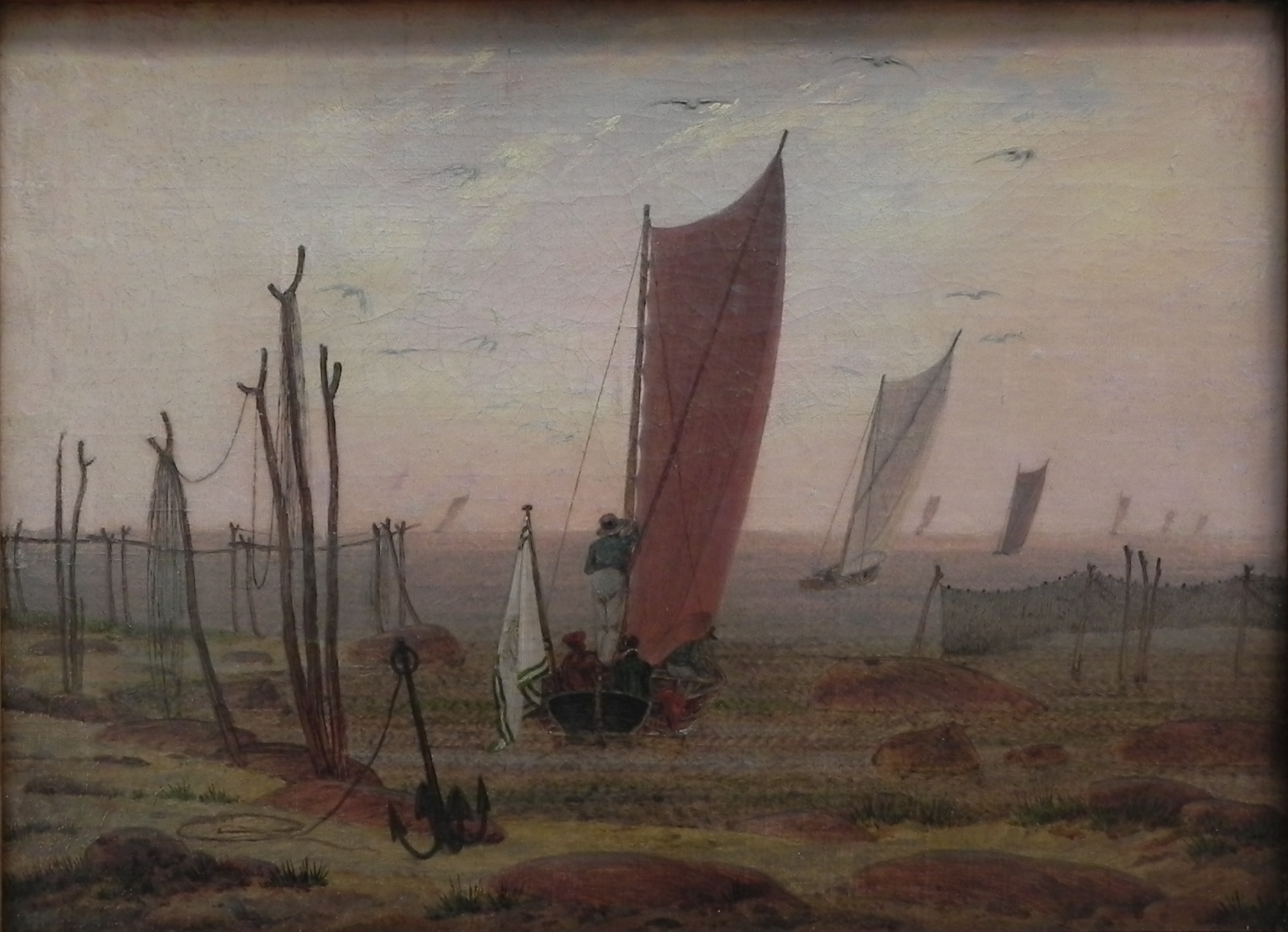
Matin (Bateaux en partance)
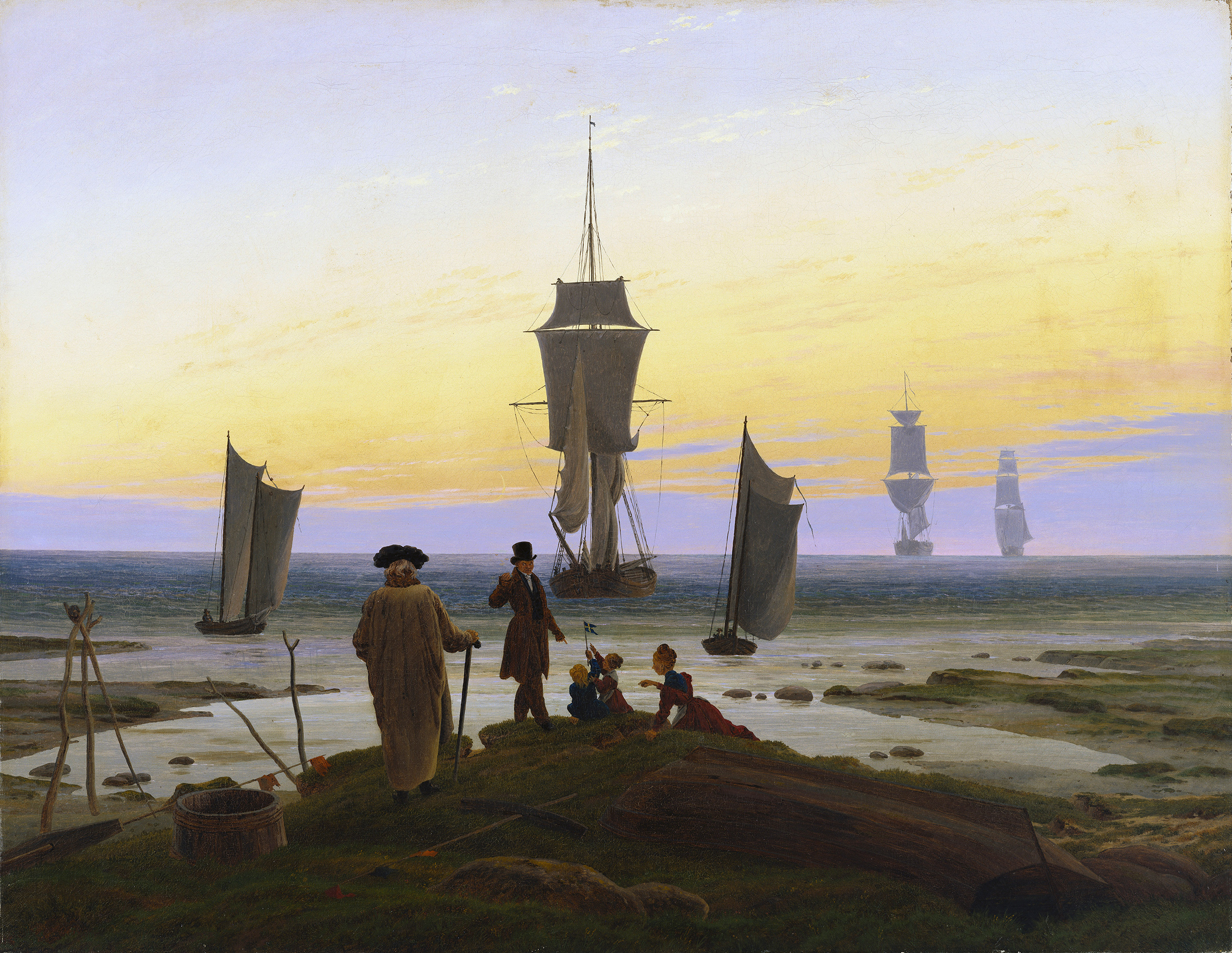
Les Âges de la vie
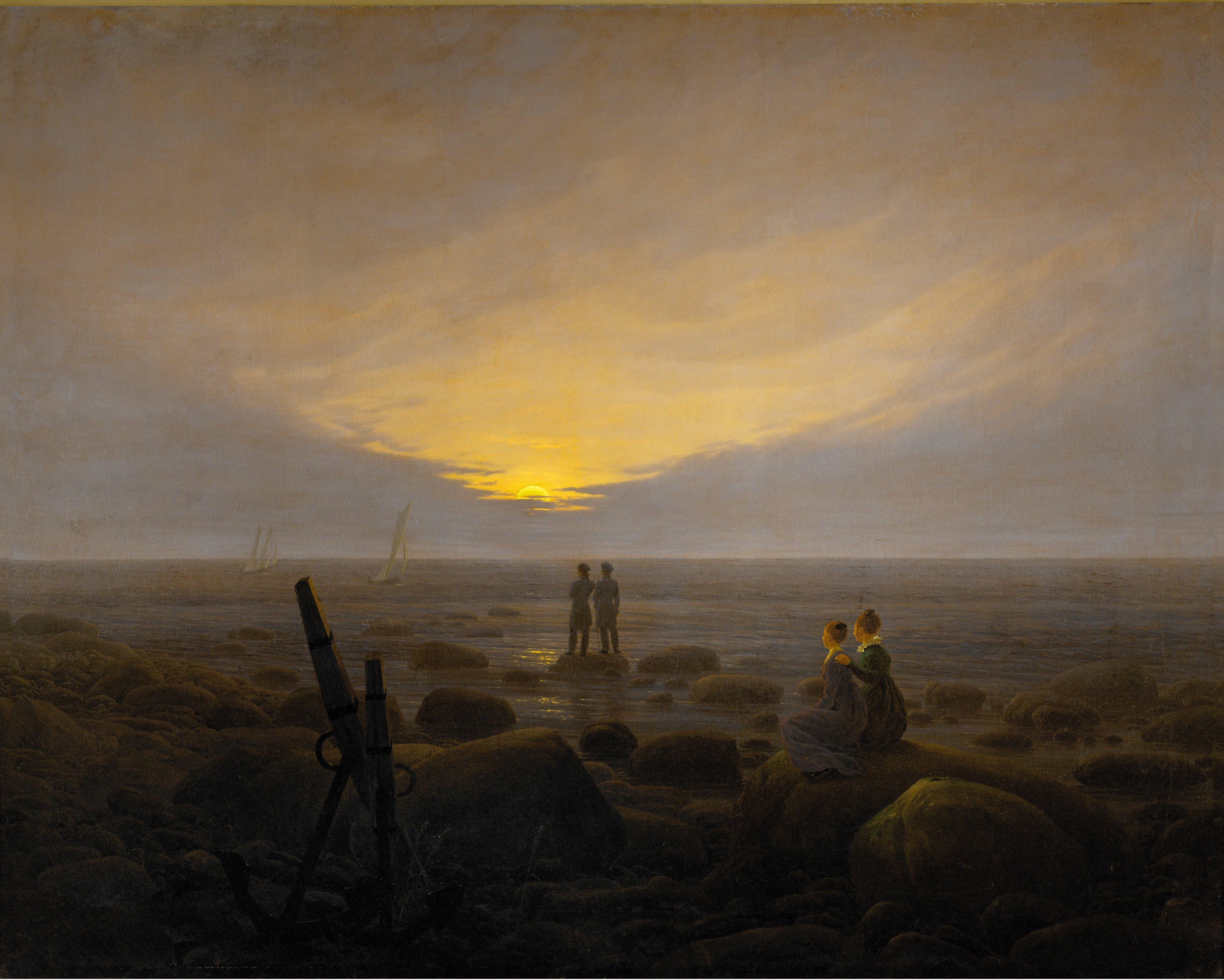
Lever de lune sur la mer
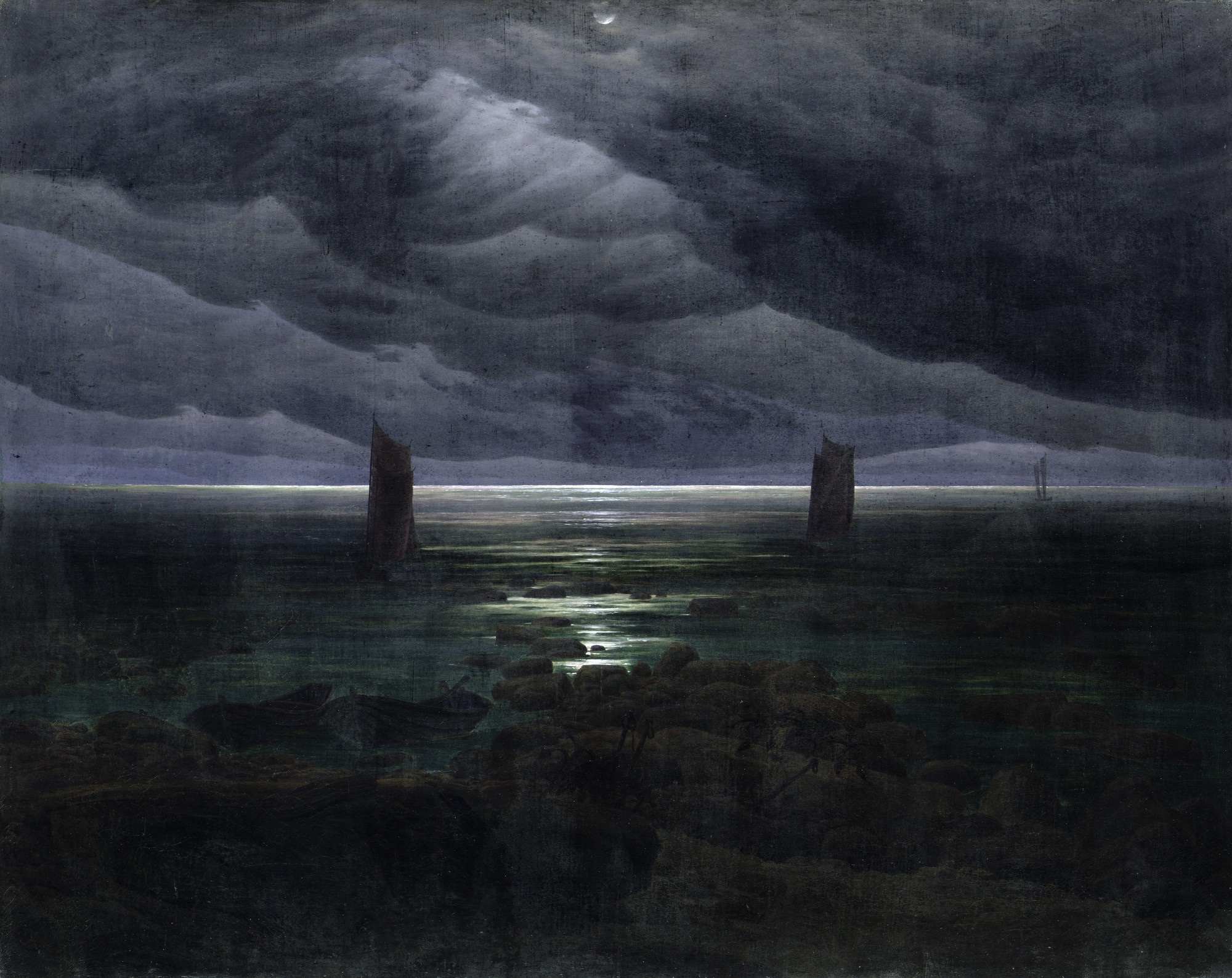
Rivage au clair de lune